# Queensland Open 1981
Il Queensland Open 1981 è stato un torneo di tennis giocato sull'erba. Il torneo si è giocato a Brisbane in Australia dal 7 al 13 dicembre 1981.

## Campioni

### Singolare maschile
Chris Johnstone ha battuto in finale  Phil Dent con il punteggio di 6–4 6–4

### Doppio maschile
Chris Johnstone /  Craig A. Miller hanno battuto in finale  Brad Drewett /  Warren Maher con il punteggio di 6–4 7–5

### Singolare femminile
Chris O'Neil ha battuto in finale  Keryn Pratt con il punteggio di 6–3 7–5

### Doppio femminile
Informazione non disponibile